# Gouveias
Gouveias é uma povoação portuguesa do Município Pinhel que foi sede da extinta Freguesia de Gouveias, freguesia que tinha 26,32 km² de área e 314 habitantes (2011), e, por isso, uma densidade populacional de 11,9 hab/km².
A Freguesia de Gouveias foi extinta (agregada), pela última reorganização administrativa do território das freguesias, de acordo com a Lei nº 11-A/2013 de 28 de Janeiro, tendo o seu território sido agregado ao da Freguesia de Pomares para constituir a Freguesia Agregação das Freguesias Sul de Pinhel com sede em Gouveias.

## População
| Totais e grupos etários | Totais e grupos etários | Totais e grupos etários | Totais e grupos etários | Totais e grupos etários | Totais e grupos etários | Totais e grupos etários | Totais e grupos etários | Totais e grupos etários | Totais e grupos etários | Totais e grupos etários | Totais e grupos etários | Totais e grupos etários | Totais e grupos etários | Totais e grupos etários | Totais e grupos etários |
| ----------------------- | ----------------------- | ----------------------- | ----------------------- | ----------------------- | ----------------------- | ----------------------- | ----------------------- | ----------------------- | ----------------------- | ----------------------- | ----------------------- | ----------------------- | ----------------------- | ----------------------- | ----------------------- |
|                         | 1864                    | 1878                    | 1890                    | 1900                    | 1911                    | 1920                    | 1930                    | 1940                    | 1950                    | 1960                    | 1970                    | 1981                    | 1991                    | 2001                    | 2011                    |
|                         | 771                     | 799                     | 797                     | 925                     | 1 004                   | 1 002                   | 1 032                   | 1 021                   | 1 119                   | 969                     | 650                     | 550                     | 428                     | 358                     | 314                     |
| i)                      |                         |                         |                         |                         |                         |                         |                         |                         |                         |                         |                         |                         |                         | 33                      | 32                      |
| ii)                     |                         |                         |                         |                         |                         |                         |                         |                         |                         |                         |                         |                         |                         | 56                      | 20                      |
| iii)                    |                         |                         |                         |                         |                         |                         |                         |                         |                         |                         |                         |                         |                         | 163                     | 164                     |
| iv)                     |                         |                         |                         |                         |                         |                         |                         |                         |                         |                         |                         |                         |                         | 106                     | 98                      |

```
i)
 0 aos 14 anos;
 ii)
 15 aos 24 anos; 
iii)
 25 aos 64 anos; 
iv)
 65 e mais anos	
```

## Património
- Igreja Matriz de Gouveias;
- Capela no Carvalhal;
- Capela de Santo Amaro;
- Capela de São Bartolomeu;
- Capela de São Caetano.